# Evan Mobley
Evan Mobley (* 18. Juni 2001 in San Diego, Kalifornien) ist ein US-amerikanischer Basketballspieler, welcher seit 2021 bei den Cleveland Cavaliers in der National Basketball Association (NBA) unter Vertrag steht. Mobley ist 2,13 Meter groß und läuft meist als Center oder Power Forward auf. Er spielte ein Jahr College-Basketball für die USC Trojans, bevor er im NBA-Draft 2021 an dritter Stelle von den Cleveland Cavaliers ausgewählt wurde.

## Werdegang
Mobley spielte bis 2020 im kalifornischen Temecula an der Rancho Christian School. Im April 2020 wurde er auf Schulebene als bester Spieler der Vereinigten Staaten ausgezeichnet (Morgan Wootten National Player of the Year). Namhafte Empfänger dieses Preises in vorherigen Jahren waren neben anderen LeBron James und Jabari Parker. Zum besten High-School-Spieler seines Heimatbundesstaates Kalifornien wurde Mobley 2019 und 2020 gekürt.
Er wechselte zur Saison 2020/21 an die University of Southern California (USC). Sein Bruder Isaiah (als Spieler) und sein Vater Eric (Assistenztrainer) – ein ehemaliger Berufsbasketballspieler – gehörten zu diesem Zeitpunkt ebenfalls der USC-Hochschulmannschaft an. In seiner einzigen Saison (2020/21) an der University of Southern California gehörte Evan Mobley bei 33 Einsätzen jeweils der Anfangsaufstellung an, er erreichte Mittelwerte von 16,4 Punkten, 8,7 Rebounds und 2,9 Blocks je Begegnung. Diese drei waren Mannschaftshöchstwerte. Mobley wurde im März 2021 als Spieler des Jahres und bester Verteidiger der Pac-12-Conference ausgezeichnet.
Ende Juli 2021 wählten die Cleveland Cavaliers den zu diesem Zeitpunkt insbesondere für seine Leistungen in der Verteidigung als aussichtsreichen NBA-Spieler eingeschätzten Mobley im Draftverfahren an dritter Stelle aus. Bei der Wahl zur Rookie-Auswahl der Saison wurde er mit Cade Cunningham und Scottie Barnes einstimmig und ohne Punktabzug ins erste Team gewählt.
In der Saison 2024/25 wurde er als bester Verteidiger der NBA ausgezeichnet und in die NBA-Defensiv-Auswahl aufgenommen.

### Nationalmannschaft
Mobley gewann mit den US-Nationalmannschaften im Jahr 2018 die U17-Weltmeisterschaft und 2019 die WM in der Altersklasse U19 (nur zwei Turniereinsätze bei U19-WM wegen einer Verletzung).

## Karriere-Statistiken

### NBA

#### Hauptrunde
| Saison  | Team      | GP  | GS  | MPG  | FG % | 3P % | FT % | RPG | APG | SPG | BPG | PPG  |
| ------- | --------- | --- | --- | ---- | ---- | ---- | ---- | --- | --- | --- | --- | ---- |
| 2021–22 | Cleveland | 69  | 69  | 33.8 | .508 | .250 | .663 | 8.3 | 2.5 | 0.8 | 1.7 | 15.0 |
| 2022–23 | Cleveland | 79  | 79  | 34.4 | .554 | .216 | .674 | 9.0 | 2.8 | 0.8 | 1.5 | 16.2 |
| 2023–24 | Cleveland | 50  | 50  | 30.6 | .580 | .373 | .719 | 9.4 | 3.2 | 0.9 | 1.4 | 15.7 |
| Gesamt  | Gesamt    | 198 | 198 | 33.2 | .544 | .265 | .681 | 8.8 | 2.8 | 0.8 | 1.5 | 15.6 |

#### Play-offs
| Saison  | Team      | GP | GS | MPG  | FG % | 3P % | FT % | RPG  | APG | SPG | BPG | PPG  |
| ------- | --------- | -- | -- | ---- | ---- | ---- | ---- | ---- | --- | --- | --- | ---- |
| 2022–23 | Cleveland | 5  | 5  | 37.6 | .458 | .000 | .625 | 10.0 | 2.0 | 0.6 | 1.2 | 9.8  |
| 2023–24 | Cleveland | 12 | 12 | 35.2 | .555 | .278 | .694 | 9.3  | 2.3 | 0.8 | 2.2 | 16.0 |
| Gesamt  | Gesamt    | 17 | 17 | 35.9 | .531 | .263 | .682 | 9.5  | 2.2 | 0.8 | 1.9 | 14.2 |

## Erfolge und Auszeichnungen
- 1× NBA Defensive Player of the Year: 2025
- 1× NBA All-Star: 2025
- All-NBA Second Team 2025